# Filozofski fakultet u Splitu
Filozofski fakultet u Splitu sastavni je dio Sveučilišta u Splitu. Početak formiranja započinje 2001. godine utemeljenjem Odjela za humanističke znanosti koji je 2005. godine sjedinjen s Visokom učiteljskom školom, čime je osnovan novi fakultet.

## Povijest

### Temelji
Humanistički i društveni studiji u Splitu postoje i prije osnivanja samog Sveučilišta u Splitu 1974. godine. Viša pedagoška škola u Splitu osnovana je još 24. ožujka 1945. godine i najstarija je visokoškolska ustanova u gradu.
U razdoblju od 1978. do 2003. godine humanistički i društveni studiji izvode se u posebnoj ustrojbenoj jedinici Filozofskog fakulteta u Zadru Sveučilišta u Splitu, a od 1990. godine do 1998. dijelom i na na Fakultetu prirodoslovno-matematičkih znanosti i odgojnih područja u Splitu Sveučilišta u Splitu. 
Krajem 1998. godine Učiteljski studij i Studij predškolskog odgoja izdvajaju se iz sastava Fakulteta prirodoslovno-matematičkih znanosti i odgojnih područja Sveučilišta u Splitu. Tom Uredbom osnovana je Visoka učiteljska škola Sveučilišta u Splitu kao samostalna sastavnica Sveučilišta u Splitu.

### Postanak i ustroj
Odjel za humanističke znanosti osnovan je kao podružnica Sveučilišta u Splitu 2001. godine s tri matična studija (kao dvopredmetni studiji) - Hrvatski jezik i književnost, Engleski jezik i književnost, Talijanski jezik i književnost te dislocirani studij Povijesti Filozofskog fakulteta Sveučilišta u Zagrebu od akademske godine 2003./2004.
Dana 6. listopada 2005. Visoka učiteljska škola (učiteljski studij i studij predškolskog odgoja) i Odjel za humanističke znanosti Sveučilišta u Splitu združeni su i osnovan je Filozofski fakultet Sveučilišta u Splitu. S radom su započeli i novi studijski programi: sociologije, filozofije i povijesti umjetnosti. Akademske godine 2007./2008.  s radom je započeo novi studijski program pedagogije.

## Odsjeci Filozofskog fakulteta
- Odsjek za hrvatski jezik i književnost
- Odsjek za engleski jezik i književnost
- Odsjek za talijanski jezik i književnost
- Odsjek za njemački jezik i književnost
- Odsjek za povijest umjetnosti
- Odsjek za povijest
- Odsjek za filozofiju
- Odsjek za sociologiju
- Odsjek za pedagogiju
- Odsjek za Učiteljski studij
- Odsjek za Predškolski odgoj